# Listă de nume românești - litera T
Această pagină, supusă continuu îmbunătățirii, conține peste 1800 de nume de familie românești care încep cu litera T.
| Ta - Tabac (wikt) - Tabachiu (wikt) - Tabacu (wikt) - Tabără (wikt) - Tabarac (wikt) - Tabarcea (wikt) - Tabardău (wikt) - Tabardici (wikt) - Tabeică (wikt) - Tabieș (wikt) - Tablă (wikt) - Tabor (wikt) - Tabugan (wikt) - Tace (wikt) - Tacea (wikt) - Tache (wikt) - Taciu (wikt) - Tacolța (wikt) - Tacotă (wikt) - Tacu (wikt) - Tadici (wikt) - Tafta (wikt) - Taftă (wikt) - Taftur (wikt) - Tahsin (wikt) - Taicăi (wikt) - Taiche (wikt) - Taicu (wikt) - Taifas (wikt) - Taină (wikt) - Talabă (wikt) - Talambă (wikt) - Talancă (wikt) - Talangă (wikt) - Talaș (wikt) - Talașman (wikt) - Talău (wikt) - Taler (wikt) - Talfeș (wikt) - Talhoș (wikt) - Talie (wikt) - Taliha (wikt) - Talinga (wikt) - Talmațchi (wikt) - Talmoș (wikt) - Taloi (wikt) - Taloș (wikt) - Talpă (wikt) - Talpac (wikt) - Talpău (wikt) - Talpe (wikt) - Talpeș (wikt) - Talpoș (wikt) - Tama (wikt) - Tamara (wikt) - Tamaș (wikt) - Tamași (wikt) - Tamașuc (wikt) - Tamazlicaru (wikt) - Tamba (wikt) - Tambrea (wikt) - Tambulescu (wikt) - Tameș (wikt) - Tamga (wikt) - Tamoanu (wikt) - Tamșa (wikt) - Tanachievici (wikt) - Tanasă (wikt) - Tanasachi (wikt) - Tanașcă (wikt) - Tanasciuc (wikt) - Tanașcu (wikt) - Tanase (wikt) - Tanciu (wikt) - Tanea (wikt) - Tanef (wikt) - Taneș (wikt) - Tanga (wikt) - Taninschi (wikt) - Tanislan (wikt) - Tanislau (wikt) - Tanț (wikt) - Tanța (wikt) - Tanță (wikt) - Tanțău (wikt) - Tanți (wikt) - Tanțiu (wikt) - Tanțu (wikt) - Tapalagă (wikt) - Taptă (wikt) - Taraburcă (wikt) - Taraca (wikt) - Tarachiu (wikt) - Taragan (wikt) - Tarahoi (wikt) - Taraipan (wikt) - Tarala (wikt) - Taraoi (wikt) - Tararache (wikt) - Taraș (wikt) - Tarași (wikt) - Taraza (wikt) - Taraze (wikt) - Tarbă (wikt) - Tarbac (wikt) - Tarcău (wikt) - Tarcea (wikt) - Tarciniu (wikt) - Tare (wikt) - Targobu (wikt) - Tarhon (wikt) - Tarniță (wikt) - Tarnovschi (wikt) - Tartă (wikt) - Tarța (wikt) - Tartagă (wikt) - Tartău (wikt) - Tartoacă (wikt) - Tașam (wikt) - Tașcă (wikt) - Tașcu (wikt) - Tase (wikt) - Tasente (wikt) - Tași (wikt) - Tasie (wikt) - Taslîcă (wikt) - Taslovanu (wikt) - Tașnadi (wikt) - Tașnei (wikt) - Tastaman (wikt) - Tasu (wikt) - Tat (wikt) - Tatarici (wikt) - Tatau (wikt) - Tatiana (wikt) - Tatin (wikt) - Tatoi (wikt) - Tatoiu (wikt) - Tatole (wikt) - Tatoli (wikt) - Tatolici (wikt) - Tatomir (wikt) - Tatomirescu (wikt) - Tatran (wikt) - Tattarescu (wikt) - Tatu (wikt) - Tatulea (wikt) - Tatulescu (wikt) - Tatulici (wikt) - Taudor (wikt) - Tauru (wikt) | Tă - Tăbăcar (wikt) - Tăbăcariu (wikt) - Tăbăcaru (wikt) - Tăbăcelea (wikt) - Tăbăcelia (wikt) - Tăbăcilă (wikt) - Tăbăcioiu (wikt) - Tăbăcitu (wikt) - Tăbâltoc (wikt) - Tăban (wikt) - Tăbăran (wikt) - Tăbărana (wikt) - Tăbăranu (wikt) - Tăbăraș (wikt) - Tăbârcă (wikt) - Tăbărcaru (wikt) - Tăbăreanu (wikt) - Tăbăroiu (wikt) - Tăbârță (wikt) - Tăbârzan (wikt) - Tăbesă (wikt) - Tăbîltoc (wikt) - Tăbîrcă (wikt) - Tăbîrcea (wikt) - Tăbîrgic (wikt) - Tăbîrzan (wikt) - Tăblet (wikt) - Tăbleț (wikt) - Tăbuică (wikt) - Tăcăluță (wikt) - Tăciune (wikt) - Tăculescu (wikt) - Tăcuțanu (wikt) - Tăcutu (wikt) - Tăerel (wikt) - Tăflan (wikt) - Tăgârcea (wikt) - Tăgârță (wikt) - Tăgârțoi (wikt) - Tăgean (wikt) - Tăgîrță (wikt) - Tăiatu (wikt) - Tăicuțoiu (wikt) - Tăicuțu (wikt) - Tăițeanu (wikt) - Tălăban (wikt) - Tălăbuș (wikt) - Tălăgescu (wikt) - Tălălău (wikt) - Tălămbuț (wikt) - Tălămbuță (wikt) - Tălângă (wikt) - Tălăpan (wikt) - Tălăpănescu (wikt) - Tălășman (wikt) - Tălău (wikt) - Tăleanu (wikt) - Tălianu (wikt) - Tălîngă (wikt) - Tălmăcean (wikt) - Tălmăcel (wikt) - Tălmaciu (wikt) - Tălmăzan (wikt) - Tălpălar (wikt) - Tălpălariu (wikt) - Tălpălaru (wikt) - Tălpan (wikt) - Tălpănescu (wikt) - Tălpar (wikt) - Tălpaș (wikt) - Tălpășanu (wikt) - Tălpași (wikt) - Tălpău (wikt) - Tălpăzan (wikt) - Tălpeanu (wikt) - Tălpig (wikt) - Tămagă (wikt) - Tămâian (wikt) - Tămâianu (wikt) - Tăman (wikt) - Tămârjan (wikt) - Tămaș (wikt) - Tămășan (wikt) - Tămășanu (wikt) - Tămășdan (wikt) - Tămășel (wikt) - Tămășilă (wikt) - Tămăslăcaru (wikt) - Tămăslicaru (wikt) - Tămășoi (wikt) - Tămășoiu (wikt) - Tămătaș (wikt) - Tămăzlăcaru (wikt) - Tămăzlâcaru (wikt) - Tămbălău (wikt) - Tămîian (wikt) - Tămîrgeanu (wikt) - Tămîrjan (wikt) - Tămîș (wikt) - Tămîși (wikt) - Tănasă (wikt) - Tănase (wikt) - Tănăsele (wikt) - Tănăselea (wikt) - Tănăsescu (wikt) - Tănășescu (wikt) - Tănasi (wikt) - Tănăsică (wikt) - Tănasie (wikt) - Tănăsie (wikt) - Tănăsoaica (wikt) - Tănăsoaică (wikt) - Tănăsoaie (wikt) - Tănăsoiu (wikt) - Tănășoiu (wikt) - Tănăsucă (wikt) - Tănăsuică (wikt) - Tănătaș (wikt) - Tăncabă (wikt) - Tăneață (wikt) - Tănescu (wikt) - Tănicui (wikt) - Tăpălagă (wikt) - Tăpăloagă (wikt) - Tărăban (wikt) - Tărăbășanu (wikt) - Tărăbîc (wikt) - Tărăboanță (wikt) - Tărăboi (wikt) - Tărăbuță (wikt) - Tărăcilă (wikt) - Tărămboacă (wikt) - Tăraș (wikt) - Tărășan (wikt) - Tărășăscu (wikt) - Tărășenie (wikt) - Tărășescu (wikt) - Tărășincă (wikt) - Tărâță (wikt) - Tărbălescu (wikt) - Tărbujaru (wikt) - Tărcăeț (wikt) - Tărcan (wikt) - Tărcanu (wikt) - Tărcăoanu (wikt) - Tărcășanu (wikt) - Tărcatu (wikt) - Tărcău (wikt) - Tărchilă (wikt) - Tărcuș (wikt) - Tărgatu (wikt) - Tăriceanu (wikt) - Tărîță (wikt) - Tărîțe (wikt) - Tărmigan (wikt) - Tărnă (wikt) - Tărnăuceanu (wikt) - Tărniceriu (wikt) - Tărniceru (wikt) - Tăroată (wikt) - Tărșagă (wikt) - Tărtăcuță (wikt) - Tărtar (wikt) - Tărtărean (wikt) - Tărtăreanu (wikt) - Tășală (wikt) - Tășbac (wikt) - Tășcău (wikt) - Tăsică (wikt) - Tăslăuanu (wikt) - Tătăhuia (wikt) - Tătăliga (wikt) - Tătar (wikt) - Tătară (wikt) - Tătăran (wikt) - Tătăranu (wikt) - Tătăraș (wikt) - Tătărășanu (wikt) - Tătărăscu (wikt) - Tătărău (wikt) - Tătărăucă (wikt) - Tătărescu (wikt) - Tătărici (wikt) - Tătărîci (wikt) - Tătărîiu (wikt) - Tătărîm (wikt) - Tătăroi (wikt) - Tătăroiu (wikt) - Tătaru (wikt) - Tătărucă (wikt) - Tătăruș (wikt) - Tătărușanu (wikt) - Tăteanu (wikt) - Tătnăuceanu (wikt) - Tătoiu (wikt) - Tătuc (wikt) - Tătucu (wikt) - Tătulea (wikt) - Tătulescu (wikt) - Tătușescu (wikt) - Tătuț (wikt) - Tăucean (wikt) - Tăucian (wikt) - Tăulescu (wikt) - Tăune (wikt) - Tăunean (wikt) - Tăurescu (wikt) - Tăuș (wikt) - Tăușan (wikt) - Tăușanu (wikt) - Tăuț (wikt) - Tăuțan (wikt) - Tăuțău (wikt) - Tăuteanu (wikt) - Tăuțeanu (wikt) - Tăutu (wikt) - Tăutul (wikt) - Tăvală (wikt) - Tăvălică (wikt) - Tăvăluc (wikt) - Tăzlăoanu (wikt) - Tăzlăuanu (wikt) | Tâ - Tâga (wikt) - Tâgșorean (wikt) - Tâlcescu (wikt) - Tâlea (wikt) - Tâlpeanu (wikt) - Tâlvâc (wikt) - Tâlvan (wikt) - Tâlvăr (wikt) - Tâmpa (wikt) - Tâmpănariu (wikt) - Tâmpescu (wikt) - Tâmplărescu (wikt) - Tâmplaru (wikt) - Tâncaba (wikt) - Tânjală (wikt) - Tânjanu (wikt) - Tânțau (wikt) - Tântăveanu (wikt) - Târâlă (wikt) - Târâmboacâ (wikt) - Târâș (wikt) - Târb (wikt) - Târcă (wikt) - Târcob (wikt) - Târhoacă (wikt) - Târjoianu (wikt) - Târlescu (wikt) - Târnă (wikt) - Târnar (wikt) - Târnăceriu (wikt) - Târnăcop (wikt) - Târnăuceanu (wikt) - Târnăvean (wikt) - Târniceriu (wikt) - Târnovanu (wikt) - Târnovațiu (wikt) - Târnovean (wikt) - Târnoveanu (wikt) - Târnovian (wikt) - Târpe (wikt) - Târpescu (wikt) - Târș (wikt) - Târșa (wikt) - Târșea (wikt) - Târșoagă (wikt) - Târtan (wikt) - Târțan (wikt) - Târteață (wikt) - Târțiu (wikt) - Târțopan (wikt) - Târvelea (wikt) - Târvoveanu (wikt) - Târzian (wikt) - Târzianu (wikt) - Târziman (wikt) - Târzioru (wikt) - Târziu (wikt) | Tc - Tcaci (wikt) - Tcaciuc (wikt) | Te - Teacă (wikt) - Teaci (wikt) - Teacoe (wikt) - Teacu (wikt) - Teaha (wikt) - Teanc (wikt) - Teașcă (wikt) - Teașcu (wikt) - Teban (wikt) - Tebeanu (wikt) - Tebeașă (wikt) - Tebieș (wikt) - Teburzucă (wikt) - Tec (wikt) - Teca (wikt) - Tecaciuc (wikt) - Tecar (wikt) - Tecariu (wikt) - Tecaru (wikt) - Tecău (wikt) - Techirdalian (wikt) - Teclici (wikt) - Tecliciu (wikt) - Teclu (wikt) - Tecoanță (wikt) - Tecoi (wikt) - Tecoș (wikt) - Tecșa (wikt) - Tecșan (wikt) - Tecși (wikt) - Tecșoiu (wikt) - Tecucean (wikt) - Tecuceanu (wikt) - Tecuci (wikt) - Tecucianu (wikt) - Teculescu (wikt) - Tecușanu (wikt) - Tecuță (wikt) - Tedorescu (wikt) - Teflan (wikt) - Teghe (wikt) - Tegla (wikt) - Tegzeș (wikt) - Tei (wikt) - Teianu (wikt) - Teică (wikt) - Teioșanu (wikt) - Teiș (wikt) - Teișan (wikt) - Teișanu (wikt) - Teișean (wikt) - Teiu (wikt) - Teiuleanu (wikt) - Teiușan (wikt) - Teiuț (wikt) - Telașpan (wikt) - Telcian (wikt) - Teleaba (wikt) - Teleabă (wikt) - Teleagă (wikt) - Teleanu (wikt) - Telearcă (wikt) - Teleașă (wikt) - Telec (wikt) - Telecan (wikt) - Telegan (wikt) - Telegariu (wikt) - Telegaru (wikt) - Telegeanu (wikt) - Telegescu (wikt) - Teleguță (wikt) - Telehoi (wikt) - Teleianu (wikt) - Telejman (wikt) - Teleman (wikt) - Telembici (wikt) - Telenche (wikt) - Telenescu (wikt) - Teleoacă (wikt) - Teleru (wikt) - Teleș (wikt) - Telescu (wikt) - Teleșman (wikt) - Teleșpan (wikt) - Teletin (wikt) - Teleu (wikt) - Teleucă (wikt) - Teliban (wikt) - Telibașa (wikt) - Telipan (wikt) - Telișcă (wikt) - Temeian (wikt) - Temelescu (wikt) - Temelie (wikt) - Temeloiu (wikt) - Temeneanu (wikt) - Temenschi (wikt) - Temereancă (wikt) - Temeș (wikt) - Temeșan (wikt) - Temeși (wikt) - Temian (wikt) - Temișan (wikt) - Temișanu (wikt) - Temneanu (wikt) - Tempea (wikt) - Temu (wikt) - Tencalec (wikt) - Tender (wikt) - Teniță (wikt) - Tenoșanu (wikt) - Tenoșeanu (wikt) - Tentu (wikt) - Tenu (wikt) - Teoc (wikt) - Teoca (wikt) - Teodor (wikt) - Teodora (wikt) - Teodorașcu (wikt) - Teodoreanu (wikt) - Teodorel (wikt) - Teodorescu (wikt) - Teodoriu (wikt) - Teodorof (wikt) - Teodoroiu (wikt) - Teodorovici (wikt) - Teodoru (wikt) - Teodosescu (wikt) - Teodosie (wikt) - Teodosiu (wikt) - Teodoșiu (wikt) - Teofan (wikt) - Teofănescu (wikt) - Teofil (wikt) - Teofilescu (wikt) - Teofilovici (wikt) - Teohari (wikt) - Teoharie (wikt) - Teoran (wikt) - Teorean (wikt) - Teoreanu (wikt) - Tera (wikt) - Terceanu (wikt) - Terchea (wikt) - Terchie (wikt) - Terci (wikt) - Terciu (wikt) - Tercu (wikt) - Terdic (wikt) - Tereacă (wikt) - Terean (wikt) - Terebenț (wikt) - Terebeși (wikt) - Terebeșteanu (wikt) - Tereblecea (wikt) - Terec (wikt) - Terecoasă (wikt) - Tereluș (wikt) - Terente (wikt) - Terenti (wikt) - Tereujanu (wikt) - Tereveleanu (wikt) - Tereza (wikt) - Terfăloagă (wikt) - Terguță (wikt) - Terheci (wikt) - Terheș (wikt) - Terheșiu (wikt) - Terinte (wikt) - Terițeanu (wikt) - Terjei (wikt) - Terme (wikt) - Termesiu (wikt) - Ternar (wikt) - Ternăvean (wikt) - Terou (wikt) - Teroveanu (wikt) - Terpe (wikt) - Terpea (wikt) - Terpu (wikt) - Terțan (wikt) - Terteci (wikt) - Terteleac (wikt) - Terteș (wikt) - Tertiș (wikt) - Terza (wikt) - Terzea (wikt) - Terzi (wikt) - Terzian (wikt) - Terziu (wikt) - Teșan (wikt) - Teșca (wikt) - Teșcan (wikt) - Tescaru (wikt) - Tescoveanu (wikt) - Tescovină (wikt) - Teșcu (wikt) - Teșcureanu (wikt) - Teșcuț (wikt) - Teședan (wikt) - Teșici (wikt) - Teșilă (wikt) - Teșileanu (wikt) - Teșilic (wikt) - Teslărașu (wikt) - Teslariu (wikt) - Teslaru (wikt) - Teslaș (wikt) - Tesleanu (wikt) - Teșliuc (wikt) - Teslovan (wikt) - Teșloveanu (wikt) - Testehan (wikt) - Teșu (wikt) - Teșuleanu (wikt) - Tetea (wikt) - Tetec (wikt) - Tetecu (wikt) - Tetelea (wikt) - Teteran (wikt) - Tetileanu (wikt) - Tetiva (wikt) - Tetlof (wikt) - Tetoane (wikt) - Tetulea (wikt) - Teuca (wikt) - Teucă (wikt) - Teucean (wikt) - Teuceanu (wikt) - Teușan (wikt) - Teușaniu (wikt) - Teușdea (wikt) - Teuțan (wikt) - Teutișan (wikt) - Teveloiu (wikt) - Tezu (wikt) | Th - Thănescu (wikt) - Theodorescu (wikt) - Theodoru (wikt) - Theohori (wikt) - Theophanu (wikt) - Thoma (wikt) - Thomescu (wikt) | Ti - Tia (wikt) - Tianu (wikt) - Tibacu (wikt) - Tibăr (wikt) - Tibeică (wikt) - Tiberian (wikt) - Tiberiu (wikt) - Tică (wikt) - Tican (wikt) - Ticană (wikt) - Ticărel (wikt) - Ticheru (wikt) - Tichiriș (wikt) - Tichiuță (wikt) - Ticiu (wikt) - Ticovschi (wikt) - Ticu (wikt) - Ticușan (wikt) - Tidian (wikt) - Tifan (wikt) - Tifigiu (wikt) - Tifon (wikt) - Tifor (wikt) - Tigae (wikt) - Tihan (wikt) - Tihoc (wikt) - Tihodor (wikt) - Tihoi (wikt) - Tihon (wikt) - Tihovan (wikt) - Tihulcă (wikt) - Tilcă (wikt) - Tileagă (wikt) - Tili (wikt) - Tilici (wikt) - Tiliciu (wikt) - Tilihoi (wikt) - Tilimon (wikt) - Tilinca (wikt) - Tilincă (wikt) - Tilioi (wikt) - Tiliță (wikt) - Tiliuță (wikt) - Timar (wikt) - Timariu (wikt) - Timaru (wikt) - Timb (wikt) - Timbui (wikt) - Timbuș (wikt) - Timcea (wikt) - Timcu (wikt) - Timen (wikt) - Timicer (wikt) - Timiraș (wikt) - Timiș (wikt) - Timișag (wikt) - Timișan (wikt) - Timișescu (wikt) - Timișică (wikt) - Timișoară (wikt) - Timnea (wikt) - Timneanu (wikt) - Timoc (wikt) - Timoce (wikt) - Timocea (wikt) - Timoceanu (wikt) - Timocel (wikt) - Timofe (wikt) - Timofei (wikt) - Timofi (wikt) - Timoficiuc (wikt) - Timofte (wikt) - Timoftei (wikt) - Timofteiu (wikt) - Timoftel (wikt) - Timoftescu (wikt) - Timofti (wikt) - Timofticiuc (wikt) - Timoftie (wikt) - Timoftioaea (wikt) - Timohe (wikt) - Timohi (wikt) - Timoianu (wikt) - Timonu (wikt) - Timoșoae (wikt) - Timotei (wikt) - Timoteia (wikt) - Timoteiu (wikt) - Timotel (wikt) - Timotin (wikt) - Timpănar (wikt) - Timpuriu (wikt) - Timu (wikt) - Timulescu (wikt) - Timuș (wikt) - Tină (wikt) - Tinănică (wikt) - Tinaru (wikt) - Tinc (wikt) - Tinca (wikt) - Tincă (wikt) - Tincău (wikt) - Tincu (wikt) - Tincul (wikt) - Tinculescu (wikt) - Tindeche (wikt) - Tineche (wikt) - Tineghe (wikt) - Tinei (wikt) - Tinică (wikt) - Tiniche (wikt) - Tinichez (wikt) - Tiniș (wikt) - Tiniță (wikt) - Tiniuc (wikt) - Tinoveanu (wikt) - Tintelecan (wikt) - Tinu (wikt) - Tinucă (wikt) - Tinuică (wikt) - Tioc (wikt) - Tiodar (wikt) - Tioreanu (wikt) - Tipărescu (wikt) - Tipei (wikt) - Tipohuț (wikt) - Tiponuț (wikt) - Tipsie (wikt) - Tirache (wikt) - Tirală (wikt) - Tirhoacă (wikt) - Tiribentea (wikt) - Tiric (wikt) - Tirică (wikt) - Tirichiță (wikt) - Tirifon (wikt) - Tirigan (wikt) - Tirintică (wikt) - Tiripa (wikt) - Tiriplică (wikt) - Tirișcă (wikt) - Tirizică (wikt) - Tirmani (wikt) - Tiron (wikt) - Tironeac (wikt) - Tișa (wikt) - Tisăliță (wikt) - Tișanu (wikt) - Tișe (wikt) - Tișeanu (wikt) - Tiseliță (wikt) - Tișescu (wikt) - Tismănar (wikt) - Tismănariu (wikt) - Tismănaru (wikt) - Tismăneanu (wikt) - Tismonar (wikt) - Tișoaică (wikt) - Tișu (wikt) - Tița (wikt) - Tiță (wikt) - Titaș (wikt) - Tite (wikt) - Titea (wikt) - Titeiu (wikt) - Titescu (wikt) - Tirtiu (wikt) - Titianu (wikt) - Titică (wikt) - Titichi (wikt) - Titieanu (wikt) - Titienar (wikt) - Titienari (wikt) - Titieni (wikt) - Titilică (wikt) - Titiliuc (wikt) - Titire (wikt) - Titireci (wikt) - Titirișcă (wikt) - Titiuță (wikt) - Titor (wikt) - Titoveanu (wikt) - Titu (wikt) - Tițu (wikt) - Titulescu (wikt) - Tiu (wikt) - Tiuc (wikt) - Tiuca (wikt) - Tiucă (wikt) - Tiucșan (wikt) - Tiurbe (wikt) - Tiurean (wikt) - Tiursuc (wikt) - Tiuțiu (wikt) - Tiutiuc (wikt) - Tivdă (wikt) - Tivgă (wikt) - Tivilea (wikt) - Tivodaru (wikt) - Tivu (wikt) - Tizmote (wikt) - Tizu (wikt) | Tî - Tîlciu (wikt) - Tîlvan (wikt) - Tîlvar (wikt) - Tîlvăr (wikt) - Tîlvaru (wikt) - Tîlvescu (wikt) - Tîlvîc (wikt) - Tîmpa (wikt) - Tîmplărescu (wikt) - Tîmplaru (wikt) - Tînăru (wikt) - Tîncă (wikt) - Tînjală (wikt) - Tînjeală (wikt) - Tîrb (wikt) - Tîrban (wikt) - Tîrbăț (wikt) - Tîrbină (wikt) - Tîrboacă (wikt) - Tîrboiu (wikt) - Tîrcă (wikt) - Tîrcob (wikt) - Tîrcoci (wikt) - Tîrcol (wikt) - Tîrgovețu (wikt) - Tîrîlă (wikt) - Tîrîș (wikt) - Tîrîși (wikt) - Tîrîțeanu (wikt) - Tîrîțescu (wikt) - Tîrlie (wikt) - Tîrnă (wikt) - Tîrnăcop (wikt) - Tîrnaucă (wikt) - Tîrnăvan (wikt) - Tîrnăvean (wikt) - Tîrnăveanu (wikt) - Tîrniceru (wikt) - Tîrnovanu (wikt) - Tîrnovean (wikt) - Tîrnoveanu (wikt) - Tîrnovianu (wikt) - Tîrpe (wikt) - Tîrpescu (wikt) - Tîrș (wikt) - Tîrșa (wikt) - Tîrși (wikt) - Tîrșina (wikt) - Tîrșină (wikt) - Tîrșoagă (wikt) - Tîrșu (wikt) - Tîrț (wikt) - Tîrțău (wikt) - Tîrțea (wikt) - Tîrțiu (wikt) - Tîrțoacă (wikt) - Tîrțopan (wikt) - Tîrziman (wikt) - Tîrzioru (wikt) - Tîrziu (wikt) - Tîrzoman (wikt) - Tîrzuman (wikt) |

| To - Toabeș (wikt) - Toabeși (wikt) - Toacă (wikt) - Toacaci (wikt) - Toacescu (wikt) - Toacșe (wikt) - Toacșen (wikt) - Toader (wikt) - Toadere (wikt) - Toaipa (wikt) - Toaipă (wikt) - Toană (wikt) - Toancă (wikt) - Toancheș (wikt) - Toarbă (wikt) - Toarcea (wikt) - Toarță (wikt) - Toașer (wikt) - Tobă (wikt) - Tobărnac (wikt) - Tobescu (wikt) - Toboc (wikt) - Tobol (wikt) - Tobolcea (wikt) - Toboltoc (wikt) - Toboș (wikt) - Toboșaru (wikt) - Toboșeriu (wikt) - Toca (wikt) - Tocaci (wikt) - Tocaciu (wikt) - Tocai (wikt) - Tocală (wikt) - Tocan (wikt) - Tocănel (wikt) - Tocăniță (wikt) - Tocarciuc (wikt) - Tocariu (wikt) - Tocaru (wikt) - Tocilă (wikt) - Tocileanu (wikt) - Tocilescu (wikt) - Tocitu (wikt) - Tocmelea (wikt) - Tocuț (wikt) - Toda (wikt) - Todan (wikt) - Todârcă (wikt) - Todașcă (wikt) - Todea (wikt) - Todean (wikt) - Todeanu (wikt) - Todeasă (wikt) - Todeci (wikt) - Toderan (wikt) - Toderaș (wikt) - Toderașc (wikt) - Toderașcu (wikt) - Toderean (wikt) - Todereanu (wikt) - Toderel (wikt) - Toderesc (wikt) - Toderescu (wikt) - Toderică (wikt) - Toderici (wikt) - Todericiu (wikt) - Toderiță (wikt) - Toderoiu (wikt) - Toderuț (wikt) - Todescu (wikt) - Todesin (wikt) - Todeț (wikt) - Todi (wikt) - Todică (wikt) - Todinca (wikt) - Todincă (wikt) - Todira (wikt) - Todiraș (wikt) - Todirașc (wikt) - Todirașcu (wikt) - Todirău (wikt) - Todircă (wikt) - Todircan (wikt) - Todireanu (wikt) - Todireasa (wikt) - Todirel (wikt) - Todirenchi (wikt) - Todiresei (wikt) - Todirică (wikt) - Todirișcă (wikt) - Todiriță (wikt) - Todiriu (wikt) - Todiroae (wikt) - Todiroaie (wikt) - Todiroiu (wikt) - Todiruț (wikt) - Todiță (wikt) - Todoca (wikt) - Todor (wikt) - Todora (wikt) - Todoran (wikt) - Todorean (wikt) - Todoreanu (wikt) - Todoren (wikt) - Todorescu (wikt) - Todorica (wikt) - Todorică (wikt) - Todoroni (wikt) - Todoru (wikt) - Todoruț (wikt) - Todoruți (wikt) - Todoș (wikt) - Todoși (wikt) - Todosia (wikt) - Todosie (wikt) - Todosin (wikt) - Todosiu (wikt) - Todoșoi (wikt) - Toduț (wikt) - Toduță (wikt) - Tofâlceanu (wikt) - Tofăleanu (wikt) - Tofan (wikt) - Tofănel (wikt) - Tofănescu (wikt) - Tofănică (wikt) - Tofeni (wikt) - Toflea (wikt) - Tofolean (wikt) - Tofoleanu (wikt) - Togan (wikt) - Togănel (wikt) - Togerescu (wikt) - Toh (wikt) - Tohănean (wikt) - Tohăneanu (wikt) - Tohat (wikt) - Tohatan (wikt) - Tohotan (wikt) - Tohuț (wikt) - Tohuță (wikt) - Toiaghici (wikt) - Toica (wikt) - Toie (wikt) - Toiu (wikt) - Tojeschi (wikt) - Tolacu (wikt) - Tolan (wikt) - Tolași (wikt) - Tolbaru (wikt) - Tolbuș (wikt) - Tolcuț (wikt) - Tolea (wikt) - Tolfan (wikt) - Tolișteanu (wikt) - Toloacă (wikt) - Toloargă (wikt) - Tolocaru (wikt) - Tolocică (wikt) - Tololoi (wikt) - Tolomei (wikt) - Tolomeiu (wikt) - Tolontan (wikt) - Toloș (wikt) - Toloșeru (wikt) - Tolovici (wikt) - Tolpoș (wikt) - Toltică (wikt) - Tolvic (wikt) - Toma (wikt) - Tomache (wikt) - Tomacinschi (wikt) - Tomaciuc (wikt) - Tomar (wikt) - Tomari (wikt) - Tomaș (wikt) - Tomasciuc (wikt) - Tomașevici (wikt) - Tomaziu (wikt) - Tomba (wikt) - Tomca (wikt) - Tomeci (wikt) - Tomegea (wikt) - Tomei (wikt) - Tomesc (wikt) - Tomescu (wikt) - Tometeu (wikt) - Tomi (wikt) - Tomic (wikt) - Tomici (wikt) - Tomii (wikt) - Tomin (wikt) - Tomireanu (wikt) - Tomișteanu (wikt) - Tomița (wikt) - Tomiță (wikt) - Tomițoiu (wikt) - Tomiuc (wikt) - Tomniuc (wikt) - Tomo (wikt) - Tomoaia (wikt) - Tomoci (wikt) - Tomodan (wikt) - Tomoescu (wikt) - Tomoiag (wikt) - Tomoiagă (wikt) - Tomoială (wikt) - Tomoica (wikt) - Tomoie (wikt) - Tomoioagă (wikt) - Tomoiu (wikt) - Tomolea (wikt) - Tomoroagă (wikt) - Tomorog (wikt) - Tomoroga (wikt) - Tomoroveanu (wikt) - Tomoș (wikt) - Tomoșoiu (wikt) - Tomoșoschi (wikt) - Tomotaș (wikt) - Tomozei (wikt) - Tomozeiu (wikt) - Tompoș (wikt) - Tomșa (wikt) - Tomșe (wikt) - Tomșeneanu (wikt) - Tomșescu (wikt) - Tomu (wikt) - Tomulea (wikt) - Tomuleac (wikt) - Tomuleanu (wikt) - Tomuleasa (wikt) - Tomuleș (wikt) - Tomulescu (wikt) - Tomulesei (wikt) - Tomuleț (wikt) - Tomulete (wikt) - Tomulețiu (wikt) - Tomuliac (wikt) - Tomulică (wikt) - Tomurgia (wikt) - Tomuș (wikt) - Tomușca (wikt) - Tomușea (wikt) - Tomușescu (wikt) - Tomuț (wikt) - Tomuța (wikt) - Tomuță (wikt) - Tomuția (wikt) - Tomuțiu (wikt) - Tomuza (wikt) - Tomuzi (wikt) - Tonca (wikt) - Toncea (wikt) - Toncean (wikt) - Tonceanu (wikt) - Toncescu (wikt) - Tonciu (wikt) - Tonea (wikt) - Toneanu (wikt) - Tonegaru (wikt) - Tonigar (wikt) - Tonigaru (wikt) - Tonița (wikt) - Tonitza (wikt) - Tonoiu (wikt) - Tonola (wikt) - Tonose (wikt) - Tonț (wikt) - Tontea (wikt) - Tonțoiu (wikt) - Tonu (wikt) - Tonuș (wikt) - Topal (wikt) - Topală (wikt) - Topalu (wikt) - Topan (wikt) - Topârcea (wikt) - Topârcean (wikt) - Topârceanu (wikt) - Topcian (wikt) - Topciu (wikt) - Topîrcean (wikt) - Topîrceanu (wikt) - Topiță (wikt) - Topițer (wikt) - Toplicean (wikt) - Topliceanu (wikt) - Toplici (wikt) - Toplicianu (wikt) - Topoe (wikt) - Topoi (wikt) - Topoleanu (wikt) - Topolică (wikt) - Topoliceanu (wikt) - Topolicianu (wikt) - Topolniceanu (wikt) - Topolnicianu (wikt) - Topolog (wikt) - Topologeanu (wikt) - Topoloiu (wikt) - Topolovcici (wikt) - Topoloveanu (wikt) - Topor (wikt) - Topora (wikt) - Toporan (wikt) - Toporanu (wikt) - Toporaș (wikt) - Toporașcu (wikt) - Toporăscu (wikt) - Toporâște (wikt) - Toporău (wikt) - Toporcea (wikt) - Toporeanu (wikt) - Toporin (wikt) - Toporiște (wikt) - Toporoc (wikt) - Topșa (wikt) - Toptea (wikt) - Topuzaru (wikt) - Topuzu (wikt) - Tora (wikt) - Toran (wikt) - Torbă (wikt) - Torcariu (wikt) - Torcaru (wikt) - Torcătoru (wikt) - Torcea (wikt) - Torcescu (wikt) - Torcică (wikt) - Torda (wikt) - Tordai (wikt) - Torică (wikt) - Torja (wikt) - Torje (wikt) - Torjescu (wikt) - Torjoc (wikt) - Tornea (wikt) - Torneanu (wikt) - Toroapă (wikt) - Toroc (wikt) - Torofleacă (wikt) - Toroican (wikt) - Toroimac (wikt) - Toroiman (wikt) - Toroipan (wikt) - Toron (wikt) - Toronciuc (wikt) - Torop (wikt) - Toroplean (wikt) - Toropu (wikt) - Torteliță (wikt) - Tortolea (wikt) - Toșa (wikt) - Toșcă (wikt) - Toscuță (wikt) - Toșea (wikt) - Toșică (wikt) - Toșu (wikt) - Totan (wikt) - Tote (wikt) - Toteanu (wikt) - Totezan (wikt) - Tothazan (wikt) - Tothăzan (wikt) - Toti (wikt) - Totîlcă (wikt) - Totir (wikt) - Totoașă (wikt) - Totoeanu (wikt) - Totoescu (wikt) - Totoi (wikt) - Totoian (wikt) - Totoianu (wikt) - Totoiu (wikt) - Totolan (wikt) - Totolici (wikt) - Totoliciu (wikt) - Totoloagă (wikt) - Totoman (wikt) - Totora (wikt) - Totoran (wikt) - Totorcea (wikt) - Totorean (wikt) - Totoreanu (wikt) - Totoroanță (wikt) - Totoș (wikt) - Totovici (wikt) - Totu (wikt) - Toviși (wikt) - Toza (wikt) - Tozlovanu (wikt) | Tr - Trache (wikt) - Trăcicaru (wikt) - Traciu (wikt) - Trăgaistă (wikt) - Traian (wikt) - Trăiănescu (wikt) - Traianovici (wikt) - Trăichioiu (wikt) - Traicu (wikt) - Traier (wikt) - Trăilă (wikt) - Trăilescu (wikt) - Trăiloiu (wikt) - Trailovici (wikt) - Trainea (wikt) - Traistă (wikt) - Trăistariu (wikt) - Trăistaru (wikt) - Trăiță (wikt) - Traleș (wikt) - Trâmbaciu (wikt) - Trâmbițaș (wikt) - Trâmbițașu (wikt) - Trămîndan (wikt) - Trânc (wikt) - Trancă (wikt) - Trâncă (wikt) - Trăncănău (wikt) - Trâncănău (wikt) - Trancău (wikt) - Trăncău (wikt) - Trancioveanu (wikt) - Trancotă (wikt) - Trănculescu (wikt) - Trandabăț (wikt) - Trandaburu (wikt) - Trandaf (wikt) - Trandafir (wikt) - Trandafira (wikt) - Trandafirescu (wikt) - Trandafiri (wikt) - Trandafoiu (wikt) - Trănescu (wikt) - Trănișan (wikt) - Trănoiu (wikt) - Trante (wikt) - Trântescu (wikt) - Trântu (wikt) - Tranulea (wikt) - Trăoacă (wikt) - Trapcea (wikt) - Trașă (wikt) - Trașcă (wikt) - Trăscăian (wikt) - Trășcăian (wikt) - Trășcan (wikt) - Trăscău (wikt) - Trașcu (wikt) - Trășculeasa (wikt) - Trășculescu (wikt) - Trăsnea (wikt) - Trășnea (wikt) - Trăsneu (wikt) - Trăsnitu (wikt) - Trasteș (wikt) - Trăușan (wikt) - Trăznitu (wikt) - Treabă (wikt) - Treanță (wikt) - Treap (wikt) - Trebuian (wikt) - Trefan (wikt) - Trefaș (wikt) - Treifan (wikt) - Treistariu (wikt) - Treistaru (wikt) - Trelea (wikt) - Tremurici (wikt) - Trentici (wikt) - Trepăduș (wikt) - Trepăduși (wikt) - Trepcea (wikt) - Treșca (wikt) - Trestian (wikt) - Trestianu (wikt) - Trestioreanu (wikt) - Tret (wikt) - Treveleanu (wikt) - Tric (wikt) - Trica (wikt) - Trică (wikt) - Trican (wikt) - Tricolici (wikt) - Tricu (wikt) - Triculescu (wikt) - Tricuță (wikt) - Trie (wikt) - Trif (wikt) - Trifa (wikt) - Trifă (wikt) - Trifan (wikt) - Trifana (wikt) - Trifăneascu (wikt) - Trifănescu (wikt) - Trifani (wikt) - Trifanovici (wikt) - Trifănucă (wikt) - Trifaș (wikt) - Trifescu (wikt) - Triff (wikt) - Trifoi (wikt) - Trifon (wikt) - Trifonescu (wikt) - Trifu (wikt) - Trifulia (wikt) - Trifunescu (wikt) - Trifuț (wikt) - Trihenea (wikt) - Trihub (wikt) - Trîitu (wikt) - Trilicianu (wikt) - Trima (wikt) - Trîmbiță (wikt) - Trîmbițaș (wikt) - Trînc (wikt) - Trîncă (wikt) - Trinchineț (wikt) - Trîncu (wikt) - Trîntea (wikt) - Trip (wikt) - Tripa (wikt) - Tripac (wikt) - Tripcea (wikt) - Tripciu (wikt) - Tripe (wikt) - Tripon (wikt) - Triponescu (wikt) - Tripșa (wikt) - Triș (wikt) - Trișcă (wikt) - Trișcaru (wikt) - Trișcu (wikt) - Trișculescu (wikt) - Triși (wikt) - Trișnevschi (wikt) - Tristu (wikt) - Triț (wikt) - Triță (wikt) - Tritea (wikt) - Tritean (wikt) - Triteanu (wikt) - Trițescu (wikt) - Tritoiu (wikt) - Triua (wikt) - Troacă (wikt) - Troancă (wikt) - Troancheș (wikt) - Troanță (wikt) - Troc (wikt) - Trocan (wikt) - Trocaru (wikt) - Trocea (wikt) - Troceanu (wikt) - Trocenca (wikt) - Trocin (wikt) - Trocmaier (wikt) - Troe (wikt) - Troeanu (wikt) - Troeschi (wikt) - Trof (wikt) - Trofim (wikt) - Trofimescu (wikt) - Trofin (wikt) - Trofir (wikt) - Trofor (wikt) - Trofoșilă (wikt) - Trohani (wikt) - Trohi (wikt) - Trohin (wikt) - Troi (wikt) - Troia (wikt) - Troiac (wikt) - Troian (wikt) - Troiceanu (wikt) - Troie (wikt) - Trombițaș (wikt) - Trompac (wikt) - Tron (wikt) - Tronar (wikt) - Tronaru (wikt) - Troncea (wikt) - Tronciu (wikt) - Troncotă (wikt) - Troncuță (wikt) - Tronea (wikt) - Troneci (wikt) - Trop (wikt) - Tropcea (wikt) - Tropcin (wikt) - Tropoe (wikt) - Troponete (wikt) - Troponiței (wikt) - Tropotei (wikt) - Troșan (wikt) - Troșcolan (wikt) - Troșoiu (wikt) - Trotea (wikt) - Trottea (wikt) - Trotuș (wikt) - Trotușan (wikt) - Trotușanu (wikt) - Trotușeanu (wikt) - Troznai (wikt) - Trubină (wikt) - Truca (wikt) - Trucuț (wikt) - Trudă (wikt) - Trufa (wikt) - Trufă (wikt) - Trufal (wikt) - Trufan (wikt) - Trufanda (wikt) - Trufaș (wikt) - Trufășilă (wikt) - Trufașu (wikt) - Trufea (wikt) - Trufelea (wikt) - Trufin (wikt) - Trufir (wikt) - Trufoș (wikt) - Truia (wikt) - Truică (wikt) - Truichici (wikt) - Truifa (wikt) - Truinea (wikt) - Trulea (wikt) - Trulescu (wikt) - Trundu (wikt) - Trunteală (wikt) - Trupină (wikt) - Truș (wikt) - Trușan (wikt) - Trușcă (wikt) - Trușcan (wikt) - Trușcanu (wikt) - Trușconiu (wikt) - Trușculescu (wikt) - Trușculete (wikt) - Trușculoiu (wikt) - Trușescu (wikt) - Truși (wikt) - Trusie (wikt) - Truț (wikt) - Truța (wikt) - Truță (wikt) - Truțan (wikt) - Truțescu (wikt) - Truția (wikt) - Truțiu (wikt) - Truțoiu (wikt) - Truțulescu (wikt) | Tu - Tubucanu (wikt) - Tuca (wikt) - Tucă (wikt) - Tucanu (wikt) - Tuce (wikt) - Tucmeanu (wikt) - Tuda (wikt) - Tudan (wikt) - Tudărăchioiu (wikt) - Tuderașcu (wikt) - Tudică (wikt) - Tudor (wikt) - Tudora (wikt) - Tudorache (wikt) - Tudorăchescu (wikt) - Tudorachi (wikt) - Tudoran (wikt) - Tudorancea (wikt) - Tudoraș (wikt) - Tudorașcu (wikt) - Tudoreanu (wikt) - Tudorel (wikt) - Tudorescu (wikt) - Tudori (wikt) - Tudoria (wikt) - Tudorică (wikt) - Tudoricescu (wikt) - Tudorici (wikt) - Tudoricu (wikt) - Tudorie (wikt) - Tudorin (wikt) - Tudoriță (wikt) - Tudoriu (wikt) - Tudoroaia (wikt) - Tudoroaie (wikt) - Tudoroiu (wikt) - Tudoroniu (wikt) - Tudororiu (wikt) - Tudoruț (wikt) - Tudos (wikt) - Tudoș (wikt) - Tudosă (wikt) - Tudoșanu (wikt) - Tudoșcă (wikt) - Tudose (wikt) - Tudoșeanu (wikt) - Tudoșescu (wikt) - Tudosie (wikt) - Tudosiea (wikt) - Tudosiei (wikt) - Tudosiu (wikt) - Tudoșoiu (wikt) - Tudovoiu (wikt) - Tuducan (wikt) - Tuduce (wikt) - Tuduciuc (wikt) - Tudur (wikt) - Tudurache (wikt) - Tudurachi (wikt) - Tuduran (wikt) - Tudurean (wikt) - Tudureanu (wikt) - Tuduri (wikt) - Tuduruț (wikt) - Tuduruță (wikt) - Tudușciuc (wikt) - Tufă (wikt) - Tufan (wikt) - Tufănescu (wikt) - Tufănoiu (wikt) - Tufar (wikt) - Tufariu (wikt) - Tufaru (wikt) - Tufăscu (wikt) - Tufeanu (wikt) - Tufescu (wikt) - Tufiș (wikt) - Tufiși (wikt) - Tufiță (wikt) - Tufoi (wikt) - Tugearu (wikt) - Tugmeanu (wikt) - Tuhaș (wikt) - Tuhuț (wikt) - Tuhuțiu (wikt) - Tuia (wikt) - Tulai (wikt) - Tulba (wikt) - Tulbă (wikt) - Tulbăcean (wikt) - Tulban (wikt) - Tulbu (wikt) - Tulbure (wikt) - Tulbureanu (wikt) - Tulcan (wikt) - Tulceanu (wikt) - Tulcer (wikt) - Tulcu (wikt) - Tuldea (wikt) - Tulearcă (wikt) - Tulei (wikt) - Tuleș (wikt) - Tuleu (wikt) - Tulhină (wikt) - Tulian (wikt) - Tulică (wikt) - Tulici (wikt) - Tulit (wikt) - Tulitu (wikt) - Tuloiu (wikt) - Tulpac (wikt) - Tulpan (wikt) - Tulpea (wikt) - Tulucan (wikt) - Tuluceanu (wikt) - Tulugea (wikt) - Tulvan (wikt) - Tumbăr (wikt) - Tumbea (wikt) - Tumurug (wikt) - Tun (wikt) - Tunar (wikt) - Tunăreanu (wikt) - Tunaru (wikt) - Tunaș (wikt) - Tunescu (wikt) - Tuns (wikt) - Tunșanu (wikt) - Tunsoiu (wikt) - Tunsu (wikt) - Tuntuc (wikt) - Tunuț (wikt) - Tupală (wikt) - Tupan (wikt) - Tupangiu (wikt) - Tupilat (wikt) - Tupilatu (wikt) - Tupilescu (wikt) - Tur (wikt) - Turache (wikt) - Turaicae (wikt) - Turaiche (wikt) - Turanschi (wikt) - Turau (wikt) - Turbăceanu (wikt) - Turbatu (wikt) - Turbea (wikt) - Turbincă (wikt) - Turbucian (wikt) - Turbui (wikt) - Turburan (wikt) - Turbureanu (wikt) - Turburică (wikt) - Turbuțan (wikt) - Turc (wikt) - Turcan (wikt) - Turcanu (wikt) - Turcași (wikt) - Turcea (wikt) - Turceac (wikt) - Turcean (wikt) - Turceanu (wikt) - Turcene (wikt) - Turcescu (wikt) - Turciac (wikt) - Turcianu (wikt) - Turcin (wikt) - Turcitu (wikt) - Turciu (wikt) - Turcoiu (wikt) - Turcoman (wikt) - Turcu (wikt) - Turcule (wikt) - Turculeanu (wikt) - Turculescu (wikt) - Turculeț (wikt) - Turculețu (wikt) - Turcuman (wikt) - Turcuș (wikt) - Turcuț (wikt) - Turda (wikt) - Turdășan (wikt) - Turdean (wikt) - Turdeanu (wikt) - Turdeșan (wikt) - Turdeșanu (wikt) - Tureac (wikt) - Turean (wikt) - Tureanu (wikt) - Tureatcă (wikt) - Turel (wikt) - Tureschi (wikt) - Turguț (wikt) - Turiac (wikt) - Turian (wikt) - Turianu (wikt) - Turic (wikt) - Turică (wikt) - Turiceanu (wikt) - Turicianu (wikt) - Turineac (wikt) - Turjuc (wikt) - Turlă (wikt) - Turlac (wikt) - Turleanu (wikt) - Turlici (wikt) - Turmac (wikt) - Turman (wikt) - Turnaciu (wikt) - Turnagiu (wikt) - Turneanu (wikt) - Turtă (wikt) - Turtărean (wikt) - Turtăreanu (wikt) - Turtică (wikt) - Turtoescu (wikt) - Turtoi (wikt) - Turtoiescu (wikt) - Turtoiu (wikt) - Turtubă (wikt) - Turtucăianu (wikt) - Turturea (wikt) - Turturean (wikt) - Turtureanu (wikt) - Turturescu (wikt) - Turturică (wikt) - Turturoiu (wikt) - Turza (wikt) - Tușa (wikt) - Tușan (wikt) - Tușer (wikt) - Tușinean (wikt) - Tușluc (wikt) - Tușnea (wikt) - Tuștean (wikt) - Tuță (wikt) - Tuțac (wikt) - Tuteanu (wikt) - Tutianu (wikt) - Tutilescu (wikt) - Tutirica (wikt) - Tutomir (wikt) - Tutoveanu (wikt) - Tuțu (wikt) - Tutuc (wikt) - Tutui (wikt) - Tutuian (wikt) - Tutuianu (wikt) - Tutulan (wikt) - Tuțuleasa (wikt) - Tutunariu (wikt) - Tutunaru (wikt) - Tutunea (wikt) - Tutungiu (wikt) - Tutunică (wikt) - Tuvene (wikt) - Tuveni (wikt) - Tuvenie (wikt) - Tuza (wikt) - Tuzan (wikt) - Tuzeș (wikt) - Tuzla (wikt) - Tuzlaru (wikt) | Tz - Tzara (wikt) |